# Европско првенство у кошарци 2011 — Група Б
Група Б на Европском првенству у кошарци 2011. је своје утакмице играла између 31. августа и 5. септембра 2011. Све утакмице ове групе су игране у Шјауљајска арени, Шјауљај, Литванија.
Група је састављена од репрезентација Србије, Француске, Немачке, Израела, Италије и Летоније. Три најбоље репрезентације су прошле у други круг такмичења.

## 31. август

### Србија — Италија
| 31. август 15:15 | Извештај | Србија                                                                          | 80 : 68 | Италија                                  | Шјауљајска арена, Шјауљај Гледаоци: 4.000 |  |
| 31. август 15:15 | Извештај | Четвртине: 10:18, 25:11, 22:24, 23:15                                           |         |                                          | Шјауљајска арена, Шјауљај Гледаоци: 4.000 |  |
| 31. август 15:15 | Извештај | Поени: М. Теодосић, М. Тепић 15 Скокови: М. Мачван 8 Асистенције: М. Теодосић 8 |         | А. Барњани 22 А. Барњани 9 М. Белинели 5 | Шјауљајска арена, Шјауљај Гледаоци: 4.000 |  |

### Француска — Летонија
| 31. август 17:45 | Извештај | Француска                                                      | 89 : 78 | Летонија                             | Шјауљајска арена, Шјауљај Гледаоци: 5.000 |  |
| 31. август 17:45 | Извештај | Четвртине: 18:25, 22:16, 23:18, 26:19                          |         |                                      | Шјауљајска арена, Шјауљај Гледаоци: 5.000 |  |
| 31. август 17:45 | Извештај | Поени: Т. Паркер 31 Скокови: Ж. Ноа 7 Асистенције: Т. Паркер 7 |         | Ј. Блумс 32 А. Селаковс 6 Ј. Блумс 6 | Шјауљајска арена, Шјауљај Гледаоци: 5.000 |  |

### Немачка — Израел
| 31. август 21:00 | Извештај | Немачка                                                            | 91 : 64 | Израел                               | Шјауљајска арена, Шјауљај Гледаоци: 2.600 |  |
| 31. август 21:00 | Извештај | Четвртине: 15:14, 25:12, 25:17, 26:21                              |         |                                      | Шјауљајска арена, Шјауљај Гледаоци: 2.600 |  |
| 31. август 21:00 | Извештај | Поени: Д. Новицки 25 Скокови: К. Кејмен 10 Асистенције: Ш. Хаман 4 |         | Г. Пнини 20 Л. Елијаху 6 Ј. Охајон 3 | Шјауљајска арена, Шјауљај Гледаоци: 2.600 |  |

## 1. септембар

### Летонија — Србија
| 1. септембар 15:15 | Извештај | Летонија                                                                     | 77 : 92 | Србија                                | Шјауљајска арена, Шјауљај Гледаоци: 2.500 Судије: Срђан Дожаи (ХРВ), Мариус Киулин (РУМ), Давид Берекашвили (ГРУ) |  |
| 1. септембар 15:15 | Извештај | Четвртине: 7:23, 26:15, 25:32, 19:22                                         |         |                                       | Шјауљајска арена, Шјауљај Гледаоци: 2.500 Судије: Срђан Дожаи (ХРВ), Мариус Киулин (РУМ), Давид Берекашвили (ГРУ) |  |
| 1. септембар 15:15 | Извештај | Поени: Р. Фреиманис 19 Скокови: Р. Фреиманис 8 Асистенције: 3 играча са по 3 |         | Н. Крстић 23 М. Кешељ 6 М. Теодосић 9 | Шјауљајска арена, Шјауљај Гледаоци: 2.500 Судије: Срђан Дожаи (ХРВ), Мариус Киулин (РУМ), Давид Берекашвили (ГРУ) |  |

### Израел — Француска
| 1. септембар 17:45 | Извештај | Израел                                                                                   | 68 : 85 | Француска                         | Шјауљајска арена, Шјауљај Гледаоци: 2.400 |  |
| 1. септембар 17:45 | Извештај | Четвртине: 14:24, 21:18, 13:22, 20:21                                                    |         |                                   | Шјауљајска арена, Шјауљај Гледаоци: 2.400 |  |
| 1. септембар 17:45 | Извештај | Поени: Л. Елијаху, Ј. Халперин 15 Скокови: Т. Бурштајн, Е. Кадир 6 Асистенције: Г. Мекел |         | Т. Паркер 21 Ж. Ноа 9 Т. Паркер 8 | Шјауљајска арена, Шјауљај Гледаоци: 2.400 |  |

### Италија — Немачка
| 1. септембар 21:00 | Извештај | Италија                                                               | 62 : 76 | Немачка                               | Шјауљајска арена, Шјауљај Гледаоци: 2.200 |  |
| 1. септембар 21:00 | Извештај | Четвртине: 18–16, 12–20, 15–10, 17–30                                 |         |                                       | Шјауљајска арена, Шјауљај Гледаоци: 2.200 |  |
| 1. септембар 21:00 | Извештај | Поени: Д. Галинари 17 Скокови: Д. Галинари 11 Асистенције: Белинели 4 |         | Д. Новицки 21 Кејмен 17 Х. Шафарцик 5 | Шјауљајска арена, Шјауљај Гледаоци: 2.200 |  |

## 2. септембар

### Србија —Израел
| 2. септембар 15:15 | Извештај | Србија                                                                      | 89 : 80 | Израел                                | Шјауљајска арена, Шјауљај Гледаоци: 2.500 |  |
| 2. септембар 15:15 | Извештај | Четвртине: 22–25, 13–16, 23–23, 31–16                                       |         |                                       | Шјауљајска арена, Шјауљај Гледаоци: 2.500 |  |
| 2. септембар 15:15 | Извештај | Поени: Д. Савановић 24 Скокови: 4 играча са по 7 Асистенције: М. Теодосић 5 |         | Ј. Халперин 18 Е. Кадир 10 А. Нисим 9 | Шјауљајска арена, Шјауљај Гледаоци: 2.500 |  |

### Летонија — Италија
| 2. септембар 17:45 | Извештај | Летонија                                                                     | 62 : 71 | Италија                                                  | Шјауљајска арена, Шјауљај Гледаоци: 4.500 |  |
| 2. септембар 17:45 | Извештај | Четвртине: 21–18, 12–13, 20–24, 9–16                                         |         |                                                          | Шјауљајска арена, Шјауљај Гледаоци: 4.500 |  |
| 2. септембар 17:45 | Извештај | Поени: Р. Куксикс 19 Скокови: Ј. Стрелнијекс 8 Асистенције: Ј. Стрелнијекс 4 |         | А. Барњани 36 С. Манћинели, Д. Галинари 9 С. Манћинели 3 | Шјауљајска арена, Шјауљај Гледаоци: 4.500 |  |

### Француска — Немачка
| 2. септембар 21:00 | Извештај | Француска                                                      | 76 : 65 | Немачка                                            | Шјауљајска арена, Шјауљај Гледаоци: 3.000 |  |
| 2. септембар 21:00 | Извештај | Четвртине: 12–16, 17–12, 29–12, 18–25                          |         |                                                    | Шјауљајска арена, Шјауљај Гледаоци: 3.000 |  |
| 2. септембар 21:00 | Извештај | Поени: Т. Паркер 32 Скокови: Ж. Ноа 7 Асистенције: Т. Паркер 6 |         | Д. Новицки 20 Д. Новицки 6 Ш. Хаман, Х. Шафарцик 3 | Шјауљајска арена, Шјауљај Гледаоци: 3.000 |  |

## 4. септембар

### Израел — Летонија
| 4. септембар 15:15 | Извештај | Израел                                                     | 91 : 88 | Летонија                    | Шјауљајска арена, Шјауљај Гледаоци: 3.500 |  |
| 4. септембар 15:15 | Извештај | Четвртине: 23–22, 24–23, 19–22, 25–21                      |         |                             | Шјауљајска арена, Шјауљај Гледаоци: 3.500 |  |
| 4. септембар 15:15 | Извештај | Поени: Елијаху 26 Скокови: Елијаху 10 Асистенције: Мекел 4 |         | Блумс 27 Шелаковс 9 Блумс 6 | Шјауљајска арена, Шјауљај Гледаоци: 3.500 |  |

### Италија — Француска
| 4. септембар 17:45 | Извештај | Италија                                                             | 84 : 91 | Француска                      | Шјауљајска арена, Шјауљај Гледаоци: 4.500 |  |
| 4. септембар 17:45 | Извештај | Четвртине: 23–20, 25–21, 19–19, 17–31                               |         |                                | Шјауљајска арена, Шјауљај Гледаоци: 4.500 |  |
| 4. септембар 17:45 | Извештај | Поени: Барњани 22 Скокови: Барњани, Галинари 5 Асистенције: Хекет 5 |         | Дијао 21 Ноа 7 Паркер, Дијао 4 | Шјауљајска арена, Шјауљај Гледаоци: 4.500 |  |

### Немачка — Србија
| 4. септембар 21:00 | Извештај | Немачка                                                            | 64 : 75 | Србија                                     | Шјауљајска арена, Шјауљај Гледаоци: 3.400 |  |
| 4. септембар 21:00 | Извештај | Четвртине: 10–17, 18–21, 13–19, 23–18                              |         |                                            | Шјауљајска арена, Шјауљај Гледаоци: 3.400 |  |
| 4. септембар 21:00 | Извештај | Поени: Новицки 25 Скокови: Кејмен 11 Асистенције: 3 играча са по 2 |         | Савановић 18 Теодосић, Мачван 9 Теодосић 9 | Шјауљајска арена, Шјауљај Гледаоци: 3.400 |  |

## 5. септембар

### Израел — Италија
| 5. септембар 15:15 | Извештај | Израел                                                     | 96 : 95 | Италија                       | Шјауљајска арена, Шјауљај Гледаоци: 2.000 |  |
| 5. септембар 15:15 | Извештај | Четвртине: 27-26, 22-15, 30-19, 5-24                       |         |                               | Шјауљајска арена, Шјауљај Гледаоци: 2.000 |  |
| 5. септембар 15:15 | Извештај | Поени: Пнини 22 Скокови: Елијаху 7 Асистенције: Халперин 5 |         | Барњани 26 Барњани 11 Хекет 5 | Шјауљајска арена, Шјауљај Гледаоци: 2.000 |  |

### Летонија — Немачка
| 5. септембар 17:45 | Извештај | Летонија                                                         | 80 : 81 | Немачка                            | Шјауљајска арена, Шјауљај Гледаоци: 4.000 |  |
| 5. септембар 17:45 | Извештај | Четвртине: 14–15, 19–18, 15–23, 32–25                            |         |                                    | Шјауљајска арена, Шјауљај Гледаоци: 4.000 |  |
| 5. септембар 17:45 | Извештај | Поени: Куксикс 27 Скокови: Фреиманис 7 Асистенције: Јеромановс 4 |         | пет играча 11 Кејмен 7 Шафарцик 10 | Шјауљајска арена, Шјауљај Гледаоци: 4.000 |  |

### Србија — Француска
| 5. септембар 21:00 | Извештај | Србија                                                                | 96 : 97 | Француска               | Шјауљајска арена, Шјауљај |  |
| 5. септембар 21:00 | Извештај | Четвртине: 25–24, 16–19, 23–19, 16–18, 16–17                          |         |                         | Шјауљајска арена, Шјауљај |  |
| 5. септембар 21:00 | Извештај | Поени: Кешељ 25 Скокови: Савановић, Перовић 5 Асистенције: Теодосић 7 |         | Паркер 24 Ноа 9 Дијао 5 | Шјауљајска арена, Шјауљај |  |

## Табела
| Табела групе Б | ИГ | Д | И | П+  | П-  | Разл. | Бод. |
| -------------- | -- | - | - | --- | --- | ----- | ---- |
| Француска      | 5  | 5 | 0 | 438 | 391 | +47   | 10   |
| Србија         | 5  | 4 | 1 | 432 | 386 | +46   | 9    |
| Немачка        | 5  | 3 | 2 | 377 | 357 | +20   | 8    |
| Израел         | 5  | 2 | 3 | 399 | 448 | -49   | 7    |
| Италија        | 5  | 1 | 4 | 380 | 405 | -25   | 6    |
| Летонија       | 5  | 0 | 5 | 385 | 424 | -39   | 5    |